# Berthold Heigl
Berthold Heigl OSB (* 16. April 1946 in Ybbsitz, Niederösterreich) war von 1984 bis 2013 Abt des Stiftes Seitenstetten.

## Leben
Gottfried Heigl wurde in der Gemeinde Waldamt, heute Gemeinde Ybbsitz, geboren. 1966, beim Eintritt in das Kloster Seitenstetten, nahm er den Vornamen Berthold an und legte er seine Profess am 15. August 1970 ab. Die Priesterweihe erfolgte am 8. Juli 1972 durch Weihbischof Alois Stöger. Am 30. August 1984 wurde er zum Abt der Abtei Seitenstetten gewählt. Während seiner Amtszeit ließ er sämtliche Klostergebäude renovieren und den barocken Klostergarten wieder herrichten. Im Jahr 2009 feierte das Kloster seine 25-jährige Amtszeit, im Jahr 2012 ist Abt Berthold Heigl Obmann der 900-Jahr-Jubiläumsfeiern.
Nach 28 Jahren als geistlicher Vater der Klostergemeinschaft legte Abt Berthold Heigl im Jahr 2013 sein Amt aus gesundheitlichen Gründen nieder. Seine Nachfolge tritt der für 12 Jahre gewählte Abt Petrus Pilsinger am 21. März 2013 an.

## Auszeichnungen
- 1992: Silbernes Komturkreuz des Ehrenzeichens für Verdienste um das Bundesland Niederösterreich
- 2006: Großes Silbernes Ehrenzeichen für Verdienste um die Republik Österreich[2][3]
- 2009: Goldenes Komturkreuz des Ehrenzeichens für Verdienste um das Bundesland Niederösterreich

## Publikationen
- mit Johannes Gartner, Thomas Hessler: Psiathion. Meditationen zum 2. Buch der Dialoge Papst Gregors des Großen. 4. neu bearbeitete Auflage, Stift Seitenstetten, Seitenstetten 2000.
- mit Irmengard M. Hofmann: Gesegnete Mahlzeit. Gutes und Gesundes aus der Klosterküche. Pichler Verlag, Wien 2010, ISBN 978-3-85431-519-3.
- mit Irmengard M. Hofmann: Himmlische Mehlspeis! Kuchen, Torten und historische Süßspeisen aus der Klosterküche Pichler Verlag, Wien 2011, ISBN 978-3854315896.
- mit Irmengard M. Hofmann: Schmankerln aus dem Bauernjahr, Was Bauern und Mönche gerne essen. Pichler Verlag, Wien 2013, ISBN 3-85431-638-0.